# Biathlon-Weltcup 1999/2000
Der Biathlon-Weltcup 1999/2000 wurde an neun Weltcuporten ausgetragen, in die Gesamtwertungen gingen auch die Ergebnisse der Biathlon-Weltmeisterschaften am Holmenkollen ein.

## Männer

### Ergebnisse Männer
| 1. Weltcup in Hochfilzen, 2. – 5. Dezember 1999 | 1. Weltcup in Hochfilzen, 2. – 5. Dezember 1999 | 1. Weltcup in Hochfilzen, 2. – 5. Dezember 1999                         | 1. Weltcup in Hochfilzen, 2. – 5. Dezember 1999                            | 1. Weltcup in Hochfilzen, 2. – 5. Dezember 1999            |
| ----------------------------------------------- | ----------------------------------------------- | ----------------------------------------------------------------------- | -------------------------------------------------------------------------- | ---------------------------------------------------------- |
| Datum                                           | Disziplin                                       | Erster Platz                                                            | Zweiter Platz                                                              | Dritter Platz                                              |
| 2. Dezember 1999 (Do.)                          | 20 km Einzel                                    | Ole Einar Bjørndalen                                                    | Ruslan Lyssenko                                                            | Frank Luck                                                 |
| 4. Dezember 1999 (Sa.)                          | 12,5 km Verfolgung                              | Ole Einar Bjørndalen                                                    | Frank Luck                                                                 | Sven Fischer                                               |
| 5. Dezember 1999 (So.)                          | 4 × 7,5 km Staffel                              | ÖsterreichWolfgang Perner Ludwig Gredler Günther Beck Wolfgang Rottmann | NorwegenEgil Gjelland Frode Andresen Ole Einar Bjørndalen Halvard Hanevold | DeutschlandRicco Groß Frank Luck Peter Sendel Sven Fischer |

| 2. Weltcup auf der Pokljuka, 8. – 12. Dezember 1999 | 2. Weltcup auf der Pokljuka, 8. – 12. Dezember 1999 | 2. Weltcup auf der Pokljuka, 8. – 12. Dezember 1999                        | 2. Weltcup auf der Pokljuka, 8. – 12. Dezember 1999                             | 2. Weltcup auf der Pokljuka, 8. – 12. Dezember 1999             |
| --------------------------------------------------- | --------------------------------------------------- | -------------------------------------------------------------------------- | ------------------------------------------------------------------------------- | --------------------------------------------------------------- |
| Datum                                               | Disziplin                                           | Erster Platz                                                               | Zweiter Platz                                                                   | Dritter Platz                                                   |
| 8. Dezember 1999 (Mi.)                              | 10 km Sprint                                        | Frode Andresen                                                             | Pawel Rostowzew                                                                 | Ole Einar Bjørndalen                                            |
| 10. Dezember 1999 (Fr.)                             | 12,5 km Verfolgung                                  | Frode Andresen                                                             | Peter Sendel                                                                    | Wjatscheslaw Derkatsch                                          |
| 11. Dezember 1999 (Sa.)                             | 4 × 7,5 km Staffel                                  | NorwegenEgil Gjelland Frode Andresen Halvard Hanevold Ole Einar Bjørndalen | RusslandSergei Roschkow Wjatscheslaw Kunajew Wladimir Dratschow Pawel Rostowzew | DeutschlandFrank Luck Peter Sendel Carsten Heymann Sven Fischer |

| 3. Weltcup in Osrblie und auf der Pokljuka, 15. – 19. Dezember 1999 | 3. Weltcup in Osrblie und auf der Pokljuka, 15. – 19. Dezember 1999 | 3. Weltcup in Osrblie und auf der Pokljuka, 15. – 19. Dezember 1999 | 3. Weltcup in Osrblie und auf der Pokljuka, 15. – 19. Dezember 1999 | 3. Weltcup in Osrblie und auf der Pokljuka, 15. – 19. Dezember 1999 |
| ------------------------------------------------------------------- | ------------------------------------------------------------------- | ------------------------------------------------------------------- | ------------------------------------------------------------------- | ------------------------------------------------------------------- |
| Datum                                                               | Disziplin                                                           | Erster Platz                                                        | Zweiter Platz                                                       | Dritter Platz                                                       |
| 15. Dezember 1999 (Mi.)                                             | 20 km Einzel                                                        | Raphaël Poirée                                                      | Wadsim Saschuryn                                                    | Frank Luck                                                          |
| 17. Dezember 1999 (Fr.)                                             | 10 km Sprint                                                        | Frode Andresen                                                      | Sven Fischer                                                        | Frank Luck                                                          |
| 19. Dezember 1999 (So.)                                             | 15 km Massenstart                                                   | Wladimir Dratschow                                                  | Wadsim Saschuryn                                                    | Sven Fischer                                                        |

| 4. Weltcup in Oberhof, 5. – 9. Januar 2000 | 4. Weltcup in Oberhof, 5. – 9. Januar 2000 | 4. Weltcup in Oberhof, 5. – 9. Januar 2000                                 | 4. Weltcup in Oberhof, 5. – 9. Januar 2000                 | 4. Weltcup in Oberhof, 5. – 9. Januar 2000                    |
| ------------------------------------------ | ------------------------------------------ | -------------------------------------------------------------------------- | ---------------------------------------------------------- | ------------------------------------------------------------- |
| Datum                                      | Disziplin                                  | Erster Platz                                                               | Zweiter Platz                                              | Dritter Platz                                                 |
| 6. Januar 2000 (Do.)                       | 10 km Sprint                               | Ole Einar Bjørndalen                                                       | Frank Luck                                                 | Raphaël Poirée                                                |
| 7. Januar 2000 (Fr.)                       | 12,5 km Verfolgung                         | Ole Einar Bjørndalen                                                       | Peter Sendel                                               | Zdeněk Vítek                                                  |
| 9. Januar 2000 (So.)                       | 4 × 7,5 km Staffel                         | NorwegenEgil Gjelland Halvard Hanevold Dag Bjørndalen Ole Einar Bjørndalen | DeutschlandFrank Luck Sven Fischer Ricco Groß Peter Sendel | TschechienIvan Masarík Roman Dostál Marian Málek Zdeněk Vítek |

| 5. Weltcup in Ruhpolding, 12. – 16. Januar 2000 | 5. Weltcup in Ruhpolding, 12. – 16. Januar 2000 | 5. Weltcup in Ruhpolding, 12. – 16. Januar 2000            | 5. Weltcup in Ruhpolding, 12. – 16. Januar 2000                            | 5. Weltcup in Ruhpolding, 12. – 16. Januar 2000                            |
| ----------------------------------------------- | ----------------------------------------------- | ---------------------------------------------------------- | -------------------------------------------------------------------------- | -------------------------------------------------------------------------- |
| Datum                                           | Disziplin                                       | Erster Platz                                               | Zweiter Platz                                                              | Dritter Platz                                                              |
| 12. Januar 2000 (Mi.)                           | 15 km Massenstart                               | Ricco Groß                                                 | Raphaël Poirée                                                             | Sven Fischer                                                               |
| 13. Januar 2000 (Do.)                           | 4 × 7,5 km Staffel                              | DeutschlandFrank Luck Sven Fischer Peter Sendel Ricco Groß | NorwegenEgil Gjelland Halvard Hanevold Dag Bjørndalen Ole Einar Bjørndalen | RusslandWiktor Maigurow Sergei Roschkow Wladimir Dratschow Pawel Rostowzew |
| 15. Januar 2000 (Sa.)                           | 10 km Sprint                                    | Ricco Groß                                                 | Wadsim Saschuryn                                                           | Raphaël Poirée                                                             |
| 16. Januar 2000 (So.)                           | 12,5 km Verfolgung                              | Halvard Hanevold                                           | Ole Einar Bjørndalen                                                       | Raphaël Poirée                                                             |

| 6. Weltcup in Antholz, 20. – 23. Januar 2000 | 6. Weltcup in Antholz, 20. – 23. Januar 2000 | 6. Weltcup in Antholz, 20. – 23. Januar 2000                               | 6. Weltcup in Antholz, 20. – 23. Januar 2000                 | 6. Weltcup in Antholz, 20. – 23. Januar 2000                             |
| -------------------------------------------- | -------------------------------------------- | -------------------------------------------------------------------------- | ------------------------------------------------------------ | ------------------------------------------------------------------------ |
| Datum                                        | Disziplin                                    | Erster Platz                                                               | Zweiter Platz                                                | Dritter Platz                                                            |
| 20. Januar 2000 (Do.)                        | 10 km Sprint                                 | Raphaël Poirée                                                             | Ole Einar Bjørndalen                                         | Frode Andresen                                                           |
| 22. Januar 2000 (Sa.)                        | 12,5 km Verfolgung                           | Ole Einar Bjørndalen                                                       | Frode Andresen                                               | Raphaël Poirée                                                           |
| 23. Januar 2000 (So.)                        | 4 × 7,5 km Staffel                           | RusslandWiktor Maigurow Sergei Roschkow Pawel Rostowzew Wladimir Dratschow | DeutschlandFrank Luck Alexander Wolf Ricco Groß Sven Fischer | NorwegenHalvard Hanevold Egil Gjelland Sylfest Glimsdal Stig-Are Eriksen |

| 7. Weltcup in Östersund, 11. – 13. Februar 2000 | 7. Weltcup in Östersund, 11. – 13. Februar 2000 | 7. Weltcup in Östersund, 11. – 13. Februar 2000 | 7. Weltcup in Östersund, 11. – 13. Februar 2000 | 7. Weltcup in Östersund, 11. – 13. Februar 2000 |
| ----------------------------------------------- | ----------------------------------------------- | ----------------------------------------------- | ----------------------------------------------- | ----------------------------------------------- |
| Datum                                           | Disziplin                                       | Erster Platz                                    | Zweiter Platz                                   | Dritter Platz                                   |
| 11. Februar 2000 (Fr.)                          | 10 km Sprint                                    | Frode Andresen                                  | Wolfgang Rottmann                               | Ole Einar Bjørndalen                            |
| 13. Februar 2000 (So.)                          | 12,5 km Verfolgung                              | Frode Andresen                                  | Pawel Rostowzew                                 | Ricco Groß                                      |

| Biathlon-Weltmeisterschaften in Oslo, 19. – 27. Februar 2000 | Biathlon-Weltmeisterschaften in Oslo, 19. – 27. Februar 2000 | Biathlon-Weltmeisterschaften in Oslo, 19. – 27. Februar 2000 | Biathlon-Weltmeisterschaften in Oslo, 19. – 27. Februar 2000 | Biathlon-Weltmeisterschaften in Oslo, 19. – 27. Februar 2000 |
| ------------------------------------------------------------ | ------------------------------------------------------------ | ------------------------------------------------------------ | ------------------------------------------------------------ | ------------------------------------------------------------ |
| Datum                                                        | Disziplin                                                    | Erster Platz                                                 | Zweiter Platz                                                | Dritter Platz                                                |
| 19. Februar 2000 (Sa.)                                       | 10 km Sprint                                                 | Frode Andresen                                               | Pawel Rostowzew                                              | René Cattarinussi                                            |
| 20. Februar 2000 (So.)                                       | 12,5 km Verfolgung                                           | Frank Luck                                                   | Pawel Rostowzew                                              | Raphaël Poirée                                               |
| 23. Februar 2000 (Mi.)                                       | 20 km Einzel                                                 | Wolfgang Rottmann                                            | Ludwig Gredler                                               | Frank Luck                                                   |
| 26. Februar 2000 (Sa.)                                       | 15 km Massenstart                                            | Raphaël Poirée                                               | Pawel Rostowzew                                              | Ole Einar Bjørndalen                                         |
| 27. Februar 2000 (So.)                                       | 4 × 7,5 km Staffel                                           | abgebrochen und in Lahti nachgeholt                          | abgebrochen und in Lahti nachgeholt                          | abgebrochen und in Lahti nachgeholt                          |

| 8. Weltcup in Lahti, 9. – 12. März 2000 | 8. Weltcup in Lahti, 9. – 12. März 2000 | 8. Weltcup in Lahti, 9. – 12. März 2000                                    | 8. Weltcup in Lahti, 9. – 12. März 2000                                    | 8. Weltcup in Lahti, 9. – 12. März 2000                    |
| --------------------------------------- | --------------------------------------- | -------------------------------------------------------------------------- | -------------------------------------------------------------------------- | ---------------------------------------------------------- |
| Datum                                   | Disziplin                               | Erster Platz                                                               | Zweiter Platz                                                              | Dritter Platz                                              |
| 9. März 2000 (Do.)                      | 20 km Einzel                            | Halvard Hanevold                                                           | Carsten Heymann                                                            | Sven Fischer                                               |
| 11. März 2000 (Sa.)                     | 4 × 7,5 km Staffel (WM)                 | RusslandWiktor Maigurow Sergei Roschkow Wladimir Dratschow Pawel Rostowzew | NorwegenEgil Gjelland Frode Andresen Halvard Hanevold Ole Einar Bjørndalen | DeutschlandFrank Luck Peter Sendel Sven Fischer Ricco Groß |
| 12. März 2000 (So.)                     | 12,5 km Verfolgung                      | Sven Fischer                                                               | Peter Sendel                                                               | Frode Andresen                                             |

| 9. Weltcup in Chanty-Mansijsk, 16. – 19. März 2000 | 9. Weltcup in Chanty-Mansijsk, 16. – 19. März 2000 | 9. Weltcup in Chanty-Mansijsk, 16. – 19. März 2000 | 9. Weltcup in Chanty-Mansijsk, 16. – 19. März 2000 | 9. Weltcup in Chanty-Mansijsk, 16. – 19. März 2000 |
| -------------------------------------------------- | -------------------------------------------------- | -------------------------------------------------- | -------------------------------------------------- | -------------------------------------------------- |
| Datum                                              | Disziplin                                          | Erster Platz                                       | Zweiter Platz                                      | Dritter Platz                                      |
| 17. März 2000 (Fr..)                               | 10 km Sprint                                       | Wadsim Saschuryn                                   | Devis Da Canal                                     | Sven Fischer                                       |
| 18. März 2000 (Sa.)                                | 12,5 km Verfolgung                                 | Sven Fischer                                       | Raphaël Poirée                                     | Sergei Roschkow                                    |
| 19. März 2000 (So.)                                | 15 km Massenstart                                  | René Cattarinussi                                  | Pawel Rostowzew                                    | Frode Andresen                                     |

### Weltcupstände
| Endstand nach 25 Rennen (Top 10) |                      |        |       |
| \| Rang \| Name \| Punkte \| Siege \| \| ---- \| -------------------- \| ------ \| ----- \| \| 01 \| Raphaël Poirée \| 470 \| 3 \| \| 02 \| Ole Einar Bjørndalen \| 448 \| 5 \| \| 03 \| Sven Fischer \| 434 \| 2 \| \| 04 \| Pawel Rostowzew \| 384 \| 0 \| \| 05 \| Frank Luck \| 379 \| 1 \| \| 06 \| Frode Andresen \| 376 \| 6 \| \| 07 \| Wadsim Saschuryn \| 338 \| 1 \| \| 08 \| Ricco Groß \| 316 \| 2 \| \| 09 \| Peter Sendel \| 305 \| 0 \| \| 10 \| Wolfgang Rottmann \| 304 \| 1 \| |                      |        |       |
| Rang | Name                 | Punkte | Siege |
| 01 | Raphaël Poirée       | 470    | 3     |
| 02 | Ole Einar Bjørndalen | 448    | 5     |
| 03 | Sven Fischer         | 434    | 2     |
| 04 | Pawel Rostowzew      | 384    | 0     |
| 05 | Frank Luck           | 379    | 1     |
| 06 | Frode Andresen       | 376    | 6     |
| 07 | Wadsim Saschuryn     | 338    | 1     |
| 08 | Ricco Groß           | 316    | 2     |
| 09 | Peter Sendel         | 305    | 0     |
| 10 | Wolfgang Rottmann    | 304    | 1     |

| Rang | Name               | Punkte | Siege |
| ---- | ------------------ | ------ | ----- |
| 01   | Frank Luck         | 72     | 0     |
| 02   | Raphaël Poirée     | 68     | 1     |
| 03   | Peter Sendel       | 61     | 0     |
| 04   | Wolfgang Rottmann  | 56     | 1     |
| 05   | Sven Fischer       | 52     | 0     |
| 06   | Wiktor Maigurow    | 51     | 0     |
| 07   | Wladimir Dratschow | 50     | 0     |
| 08   | Vesa Hietalahti    | 49     | 0     |
| 09   | Halvard Hanevold   | 46     | 1     |
| 10   | Ruslan Lyssenko    | 46     | 0     |

| Rang | Name                 | Punkte | Siege |
| ---- | -------------------- | ------ | ----- |
| 01   | Ole Einar Bjørndalen | 161    | 1     |
| 02   | Frode Andresen       | 153    | 4     |
| 03   | Raphaël Poirée       | 153    | 1     |
| 04   | Sven Fischer         | 134    | 0     |
| 05   | Wadsim Saschuryn     | 119    | 1     |
| 06   | Pawel Rostowzew      | 105    | 0     |
| 07   | Frank Luck           | 105    | 0     |
| 08   | Ricco Groß           | 102    | 1     |
| 09   | Wolfgang Rottmann    | 97     | 0     |
| 10   | Ludwig Gredler       | 82     | 0     |

| Rang | Name                 | Punkte | Siege |
| ---- | -------------------- | ------ | ----- |
| 01   | Ole Einar Bjørndalen | 200    | 3     |
| 02   | Sven Fischer         | 176    | 2     |
| 03   | Raphaël Poirée       | 172    | 0     |
| 04   | Frode Andresen       | 165    | 2     |
| 05   | Pawel Rostowzew      | 162    | 0     |
| 06   | Frank Luck           | 146    | 1     |
| 07   | Ricco Groß           | 119    | 0     |
| 08   | Peter Sendel         | 110    | 0     |
| 09   | Wladimir Dratschow   | 106    | 0     |
| 10   | Wadsim Saschuryn     | 106    | 0     |

| Rang | Name                 | Punkte | Siege |
| ---- | -------------------- | ------ | ----- |
| 01   | Raphaël Poirée       | 77     | 1     |
| 02   | Pawel Rostowzew      | 73     | 0     |
| 03   | Sven Fischer         | 68     | 0     |
| 04   | Wadsim Saschuryn     | 63     | 0     |
| 05   | Wladimir Dratschow   | 62     | 1     |
| 06   | Ricco Groß           | 56     | 1     |
| 07   | René Cattarinussi    | 52     | 1     |
| 08   | Peter Sendel         | 52     | 0     |
| 09   | Ole Einar Bjørndalen | 51     | 0     |
| 10   | Halvard Hanevold     | 48     | 0     |

| Rang | Land        | Punkte | Siege |
| ---- | ----------- | ------ | ----- |
| 01   | Norwegen    | 138    | 2     |
| 02   | Russland    | 132    | 2     |
| 03   | Deutschland | 130    | 1     |
| 04   | Tschechien  | 104    | 0     |
| 05   | Belarus     | 97     | 0     |
| 06   | Italien     | 95     | 0     |
| 07   | Finnland    | 94     | 0     |
| 08   | Österreich  | 89     | 1     |
| 09   | Frankreich  | 89     | 0     |
| 10   | Ukraine     | 86     | 0     |

| Rang | Land        | Punkte | Siege |
| ---- | ----------- | ------ | ----- |
| 01   | Deutschland | 3625   | 2     |
| 02   | Norwegen    | 3548   | 9     |
| 03   | Russland    | 3338   | 2     |
| 04   | Österreich  | 3252   | 2     |
| 05   | Belarus     | 3211   | 1     |
| 06   | Italien     | 3088   | 0     |
| 07   | Finnland    | 3064   | 0     |
| 08   | Lettland    | 3043   | 0     |
| 09   | Tschechien  | 2980   | 0     |
| 10   | Frankreich  | 2975   | 2     |

### Tabelle

#### Ergebnisse Athleten
| Pos. | Biathlet               | Hochfilzen | Hochfilzen | Pokljuka | Pokljuka | Osrblie | Osrblie | Osrblie | Oberhof | Oberhof | Ruhpolding | Ruhpolding | Ruhpolding | Antholz | Antholz | Östersund | Östersund | Oslo | Oslo | Oslo | Oslo | Lahti | Lahti | Chanty-Mansijsk | Chanty-Mansijsk | Chanty-Mansijsk | Punkte |
| Pos. | Biathlet               | Ez         | Vf         | Sp       | Vf       | Ez      | Sp      | Ms      | Sp      | Vf      | Ms         | Sp         | Vf         | Sp      | Vf      | Sp        | Vf        | Sp   | Vf   | Ez   | Ms   | Ez    | Vf    | Sp              | Vf              | Ms              | Punkte |
| ---- | ---------------------- | ---------- | ---------- | -------- | -------- | ------- | ------- | ------- | ------- | ------- | ---------- | ---------- | ---------- | ------- | ------- | --------- | --------- | ---- | ---- | ---- | ---- | ----- | ----- | --------------- | --------------- | --------------- | ------ |
| 01   | Raphaël Poirée         | 010        | 005        | 014      | 017      | 001     | 023     | 020     | 003     | 004     | 002        | 003        | 003        | 001     | 003     | 004       | 004       | 006  | 003  | 004  | 001  | 023   | 018   | 005             | 002             | 005             | 470    |
| 02   | Ole Einar Bjørndalen   | 001        | 001        | 003      | 004      | –       | –       | –       | 001     | 001     | 010        | 004        | 002        | 002     | 001     | 003       | DNF       | 005  | 004  | 020  | 003  | 042   | 006   | 012             | 006             | 015             | 448    |
| 03   | Sven Fischer           | 015        | 003        | 005      | 005      | 009     | 002     | 003     | 015     | 011     | 003        | 012        | 008        | 005     | 004     | 009       | 010       | 040  | 013  | 019  | 013  | 003   | 001   | 003             | 001             | 006             | 434    |
| 04   | Pawel Rostowzew        | 012        | 004        | 002      | 006      | 032     | 010     | 005     | 029     | 005     | 015        | 025        | 013        | 022     | 027     | 006       | 002       | 002  | 002  | 014  | 002  | 018   | 004   | 014             | 014             | 002             | 384    |
| 05   | Frank Luck             | 003        | 002        | 037      | 014      | 003     | 003     | 024     | 002     | 010     | 013        | 034        | 025        | 013     | 014     | 026       | 019       | 004  | 001  | 003  | 017  | 013   | 005   | 006             | 004             | 007             | 379    |
| 06   | Frode Andresen         | 066        | –          | 001      | 001      | DNS     | 001     | 011     | 035     | DNS     | 022        | 018        | 012        | 003     | 002     | 001       | 001       | 001  | 006  | 021  | DNF  | 016   | 003   | 025             | 005             | 003             | 376    |
| 07   | Wadsim Saschuryn       | 033        | 017        | 016      | 019      | 002     | 004     | 002     | 028     | 018     | 004        | 002        | 005        | 007     | 005     | 029       | 015       | 014  | 014  | 012  | 011  | 026   | DNS   | 001             | 009             | 016             | 338    |
| 08   | Ricco Groß             | 023        | 019        | 029      | 039      | 027     | –       | –       | 005     | 006     | 001        | 001        | 007        | 009     | 008     | 014       | 003       | 007  | 018  | 009  | 006  | 007   | 007   | 023             | 022             | 020             | 316    |
| 09   | Peter Sendel           | 059        | 053        | 010      | 002      | 006     | 011     | 004     | 020     | 002     | 018        | 006        | 009        | DNF     | –       | 036       | 025       | 008  | 012  | 006  | 004  | 005   | 002   | 045             | 041             | 019             | 305    |
| 10   | Wolfgang Rottmann      | 016        | 013        | 011      | 032      | 023     | 024     | 025     | 011     | 009     | 005        | 016        | 017        | 019     | 010     | 002       | 014       | 011  | 033  | 001  | 005  | 010   | 008   | 017             | 007             | 026             | 304    |
| 11   | Halvard Hanevold       | 026        | 023        | 020      | 018      | 031     | 005     | 012     | 019     | 007     | 014        | 005        | 001        | 015     | 021     | 054       | 031       | 012  | 005  | 010  | 010  | 001   | 038   | 033             | 010             | 008             | 288    |
| 12   | Wladimir Dratschow     | 009        | 010        | 017      | 010      | 007     | 025     | 001     | 038     | 045     | 008        | 027        | 004        | 011     | 007     | 020       | 009       | 018  | 025  | 073  | 012  | 012   | 016   | 008             | 021             | 027             | 275    |
| 13   | Vesa Hietalahti        | 005        | 006        | 024      | 012      | 018     | 050     | 018     | 015     | 028     | 011        | 007        | 014        | 064     | –       | 015       | 011       | 022  | 019  | 013  | 022  | 011   | 012   | 011             | 018             | 012             | 250    |
| 14   | Ludwig Gredler         | 063        | –          | 004      | 009      | 019     | 036     | 023     | –       | –       | 006        | 013        | 019        | 010     | 016     | 008       | 020       | 013  | 009  | 002  | 019  | 041   | 013   | 041             | 024             | 025             | 218    |
| 15   | René Cattarinussi      | 004        | 014        | 074      | –        | 020     | 016     | 021     | 057     | DNF     | 009        | 008        | 010        | 030     | 039     | –         | –         | 003  | 008  | 043  | DNF  | 039   | DNF   | 019             | 013             | 001             | 198    |
| 16   | Marco Morgenstern      | –          | –          | –        | –        | –       | 012     | –       | 009     | 012     | 007        | 020        | 018        | –       | –       | 069       | –         | 033  | 015  | –    | 015  | 004   | 010   | 007             | 011             | 009             | 189    |
| 17   | Oļegs Maļuhins         | 042        | 022        | 049      | 049      | 034     | 007     | –       | –       | –       | –          | 022        | 024        | 055     | 044     | 005       | 008       | 015  | 007  | 015  | 007  | 051   | DNS   | 010             | 008             | 004             | 184    |
| 18   | Wiktor Maigurow        | 008        | 009        | 012      | 021      | 008     | 033     | 016     | 025     | 042     | 019        | 028        | 031        | 014     | 017     | 027       | 007       | –    | –    | 011  | 020  | 053   | 031   | 020             | 016             | 010             | 183    |
| 19   | Paavo Puurunen         | 013        | 008        | 013      | 007      | 035     | 038     | 010     | 033     | 016     | 020        | 064        | –          | 044     | DNS     | 011       | 017       | 010  | 027  | 018  | 008  | 015   | 022   | 046             | DNS             | 023             | 179    |
| 20   | Ilmārs Bricis          | 020        | 038        | 007      | 020      | 044     | 018     | 026     | 006     | 014     | 026        | –          | –          | 016     | DNS     | 031       | 040       | 030  | 031  | DNF  | 014  | 008   | 009   | 009             | 023             | 011             | 163    |
| 21   | Wolfgang Perner        | 007        | 016        | 019      | 011      | 039     | 017     | 015     | 034     | 034     | 017        | 023        | 032        | 056     | 045     | 009       | 021       | 023  | 024  | 053  | 009  | 044   | 015   | 024             | 020             | 017             | 155    |
| 22   | Carsten Heymann        | 054        | 041        | 006      | 008      | 017     | 031     | 009     | 030     | 032     | 016        | 010        | 016        | 043     | DNS     | DNS       | –         | –    | –    | –    | –    | 002   | 011   | 031             | 045             | 014             | 153    |
| 23   | Aljaxej Ajdarau        | 061        | –          | 064      | –        | 013     | 008     | 014     | 043     | 020     | 012        | 014        | 036        | 018     | 026     | 022       | 030       | 016  | 010  | 005  | 025  | 025   | 028   | –               | –               | –               | 136    |
| 24   | Tomasz Sikora          | 014        | 030        | 030      | 042      | 054     | 014     | 007     | 018     | 024     | –          | –          | –          | 053     | 013     | 011       | 016       | 021  | 047  | 032  | 018  | 018   | 030   | 021             | 029             | 013             | 130    |
| 25   | Petr Garabík           | 006        | 012        | 028      | 033      | 016     | 030     | 008     | DNS     | –       | –          | –          | –          | –       | –       | 013       | 022       | 042  | 016  | 016  | 024  | 014   | 021   | 040             | 030             | 018             | 126    |
| 26   | Jēkabs Nākums          | 031        | 015        | 036      | 040      | 011     | 009     | 019     | 004     | 021     | 027        | –          | –          | 059     | DNS     | 016       | 005       | 038  | 041  | 028  | 016  | DNF   | –     | 063             | –               | 021             | 123    |
| 27   | Egil Gjelland          | 017        | 024        | 023      | 015      | –       | –       | –       | 013     | 017     | 025        | 029        | 029        | 023     | 009     | 019       | 013       | 028  | 022  | –    | 021  | 038   | 037   | 015             | 017             | 024             | 119    |
| 28   | Aleh Ryschankou        | 029        | 028        | 085      | –        | 010     | 026     | –       | 058     | 054     | –          | –          | –          | 041     | 015     | 057       | 049       | 020  | 036  | 017  | –    | 009   | 014   | 004             | 015             | 022             | 108    |
| 29   | Wjatscheslaw Derkatsch | 075        | –          | 008      | 003      | 028     | DNS     | –       | 010     | 048     | 024        | 057        | DNS        | 026     | 020     | 025       | 012       | 071  | –    | 062  | 023  | 065   | –     | 035             | 028             | –               | 097    |
| 30   | Sergei Roschkow        | 027        | 049        | 050      | 028      | 041     | 035     | –       | 048     | 055     | –          | 021        | 011        | 040     | DNS     | 035       | 023       | 009  | 011  | 040  | –    | 048   | 017   | 022             | 003             | –               | 092    |
| 31   | Dag Bjørndalen         | –          | –          | 053      | 023      | –       | –       | –       | 021     | 019     | –          | 015        | 020        | 005     | 006     | 028       | 027       | –    | –    | 027  | –    | 077   | –     | 016             | 019             | –               | 090    |
| 32   | Devis Da Canal         | 011        | 044        | 033      | DNF      | 021     | 022     | 006     | 026     | 037     | –          | 055        | DNS        | 061     | –       | –         | –         | 035  | 034  | 022  | –    | 030   | 025   | 002             | 012             | –               | 089    |
| 33   | Patrick Favre          | 047        | 035        | 009      | 037      | 058     | 057     | –       | 052     | 029     | –          | 017        | 015        | 004     | 012     | –         | –         | 034  | 021  | 047  | –    | 069   | –     | –               | –               | –               | 078    |
| 34   | Zdeněk Vítek           | 044        | 042        | 015      | 022      | 049     | 020     | –       | 012     | 003     | 021        | 032        | 041        | –       | –       | 018       | 024       | 036  | 035  | 023  | –    | 060   | DNS   | 028             | 040             | –               | 077    |
| 35   | Ruslan Lyssenko        | 002        | 018        | 040      | 031      | 026     | 059     | 017     | 040     | 033     | –          | 058        | DNS        | 079     | –       | 045       | 028       | 056  | 043  | 034  | –    | 006   | 020   | –               | –               | –               | 069    |
| 36   | Jay Hakkinen           | –          | –          | 061      | –        | 025     | 006     | –       | 060     | 040     | –          | 011        | 006        | 020     | 037     | 044       | 039       | 032  | 030  | 031  | –    | 045   | 052   | 036             | 025             | –               | 063    |
| 37   | Alexander Wolf         | 078        | –          | 043      | 050      | 005     | 048     | –       | 053     | 036     | –          | 026        | 026        | 029     | 019     | 048       | 043       | –    | –    | 008  | –    | 057   | 032   | 013             | 046             | –               | 059    |
| 38   | Sylfest Glimsdal       | 043        | 055        | 054      | 036      | 022     | 013     | –       | 031     | 046     | –          | 047        | 037        | 035     | 023     | 007       | 006       | –    | –    | –    | –    | 059   | 043   | 030             | 035             | –               | 059    |
| 39   | Ivan Masařík           | 050        | 031        | 026      | 016      | 033     | 043     | –       | 014     | 015     | –          | 019        | 021        | –       | –       | –         | –         | 026  | 017  | 038  | –    | 024   | 033   | 044             | 039             | –               | 056    |
| 40   | Julien Robert          | 019        | 007        | 032      | 030      | 012     | 019     | DNF     | 037     | 051     | 023        | 083        | –          | 024     | 029     | 056       | 038       | 054  | 045  | 059  | –    | 070   | –     | –               | –               | –               | 052    |
| 41   | Tomaž Globočnik        | –          | –          | 035      | 047      | 050     | 049     | –       | 024     | 013     | –          | 045        | 040        | 008     | 011     | 033       | 054       | 058  | 052  | 033  | –    | 036   | 029   | 032             | 034             | –               | 048    |
| 42   | Wojciech Kozub         | 071        | –          | 021      | 025      | 014     | 032     | –       | 022     | 008     | –          | –          | –          | 021     | 024     | 042       | 034       | 059  | DNS  | 036  | –    | 064   | –     | 047             | 031             | –               | 047    |
| 43   | Roman Dostál           | 049        | 046        | 057      | 035      | 024     | 066     | –       | 008     | 022     | –          | 043        | 023        | –       | –       | 071       | –         | 074  | –    | 057  | –    | 017   | DNS   | –               | –               | –               | 036    |
| 44   | Ville Räikkönen        | 021        | 011        | 068      | –        | 046     | 028     | –       | 017     | 030     | –          | 031        | 030        | 036     | DNS     | 021       | 033       | 048  | 026  | 064  | –    | DNS   | –     | –               | –               | –               | 034    |
| 45   | Wiesław Ziemianin      | 076        | –          | 041      | 024      | 004     | 077     | 022     | 066     | –       | –          | –          | –          | 052     | 035     | 064       | –         | 052  | 050  | 024  | –    | 028   | 042   | 057             | 053             | –               | 030    |
| 46   | Andrei Prokunin        | –          | –          | 065      | –        | 051     | 015     | –       | 027     | 027     | –          | 039        | 052        | 039     | 042     | 017       | 018       | 029  | 029  | –    | –    | 037   | 036   | 034             | 052             | –               | 028    |
| 47   | Reinhard Neuner        | 073        | –          | –        | –        | 080     | 021     | –       | 007     | 026     | –          | 033        | 046        | 047     | 047     | 072       | –         | 045  | 046  | –    | –    | 088   | –     | 060             | 057             | –               | 024    |
| 48   | Marko Dolenc           | 022        | 020        | 046      | 051      | 029     | 054     | –       | 032     | DNF     | –          | 042        | 038        | 028     | 018     | 039       | 037       | 031  | 037  | 045  | –    | 022   | 026   | 055             | 042             | –               | 022    |
| 49   | Rickard Noberius       | 046        | 026        | 071      | –        | 087     | 069     | –       | DNF     | –       | –          | 009        | 022        | –       | –       | 034       | 029       | 070  | –    | 035  | –    | 046   | 040   | –               | –               | –               | 021    |
| 50   | Marek Matiaško         | –          | –          | 078      | –        | 057     | 070     | –       | 069     | –       | –          | 063        | –          | 046     | 046     | –         | –         | 047  | 028  | 007  | –    | 078   | –     | –               | –               | –               | 019    |
| 51   | Andrij Derysemlja      | 039        | 043        | 027      | 013      | 089     | 056     | –       | 036     | 023     | –          | 056        | DNS        | 032     | DNF     | 040       | 044       | 044  | 049  | 030  | –    | 072   | –     | –               | –               | –               | 016    |
| 52   | Jan Wüstenfeld         | 053        | 034        | DNS      | –        | 079     | 061     | –       | –       | –       | –          | –          | –          | 012     | 028     | –         | –         | –    | –    | –    | –    | –     | –     | –               | –               | –               | 014    |
| 53   | Paolo Longo            | 082        | –          | 070      | –        | 015     | 065     | –       | –       | –       | –          | –          | –          | 068     | –       | –         | –         | –    | –    | –    | –    | –     | –     | –               | –               | –               | 011    |
| 54   | Wilfried Pallhuber     | 018        | 047        | 025      | 029      | 067     | 051     | –       | 056     | DNF     | –          | 076        | –          | 033     | 032     | –         | –         | 050  | 051  | –    | –    | 031   | 024   | 052             | 043             | –               | 011    |
| 55   | Pjotr Iwaschka         | 074        | –          | 038      | 026      | 061     | 041     | –       | 050     | 039     | –          | 069        | –          | 017     | DNS     | 053       | 057       | 041  | 040  | DNF  | –    | 049   | DNF   | –               | –               | –               | 009    |
| 56   | Indrek Tobreluts       | –          | –          | 055      | 052      | 042     | 063     | –       | –       | –       | –          | DNF        | –          | 085     | –       | 059       | DNF       | 017  | 042  | 026  | –    | 058   | 041   | –               | –               | –               | 009    |
| 57   | Rustam Waliulin        | –          | –          | –        | –        | –       | –       | –       | –       | –       | –          | –          | –          | DNS     | –       | –         | –         | –    | –    | –    | –    | 061   | –     | 018             | 033             | –               | 008    |
| 58   | Pieralberto Carrara    | 032        | 036        | 018      | DNF      | 048     | 045     | –       | –       | –       | –          | –          | –          | –       | –       | –         | –         | –    | –    | –    | –    | –     | –     | –               | –               | –               | 008    |
| 59   | Stian Eckhoff          | –          | –          | –        | –        | –       | –       | –       | –       | –       | –          | –          | –          | –       | –       | 051       | 046       | –    | –    | –    | –    | 029   | 019   | –               | –               | –               | 007    |
| 60   | Harri Eloranta         | –          | –          | –        | –        | –       | –       | –       | –       | –       | –          | –          | –          | –       | –       | 052       | 041       | 019  | 054  | –    | –    | 063   | –     | –               | –               | –               | 007    |
| 61   | Kyōji Suga             | 052        | 052        | 067      | –        | 047     | 072     | –       | 045     | 025     | –          | –          | –          | 060     | 038     | 066       | –         | 027  | 020  | 048  | –    | 056   | 046   | 042             | 051             | –               | 007    |
| 62   | Tord Wiksten           | 056        | 050        | 022      | 038      | 081     | 060     | –       | 041     | 049     | –          | 050        | 047        | –       | –       | 038       | 035       | 024  | 048  | 025  | –    | 087   | –     | –               | –               | –               | 007    |
| 63   | Oleksandr Bilanenko    | 060        | DNS        | 056      | DNS      | 072     | 089     | –       | –       | –       | –          | 077        | –          | –       | –       | 055       | 048       | 049  | 044  | 069  | –    | 020   | DNF   | –               | –               | –               | 006    |
| 64   | Jean-Marc Chabloz      | 034        | 037        | 048      | DNS      | –       | –       | –       | 078     | –       | –          | 038        | 039        | 067     | –       | 043       | 050       | 055  | 055  | 029  | –    | 021   | 027   | 029             | 027             | –               | 005    |
| 65   | Hironao Meguro         | 084        | –          | 051      | 027      | 083     | 086     | –       | 047     | 041     | –          | 024        | 028        | 051     | 030     | 047       | 051       | 043  | 023  | 044  | –    | 034   | 044   | 037             | 026             | –               | 005    |
| 66   | Aleksander Grajf       | 037        | 021        | 062      | –        | 030     | 091     | –       | –       | –       | –          | 071        | –          | 058     | DNS     | –         | –         | –    | –    | –    | –    | –     | –     | –               | –               | –               | 005    |
| 67   | Janez Marič            | –          | –          | –        | –        | –       | –       | –       | 022     | 035     | –          | 051        | 044        | 042     | 043     | 041       | 045       | 073  | –    | 049  | –    | –     | –     | –               | –               | –               | 004    |
| 68   | Wladimir Bechterew     | 048        | 058        | 072      | –        | –       | 039     | –       | 070     | –       | –          | 044        | 053        | 050     | 022     | –         | –         | –    | –    | –    | –    | 083   | –     | –               | –               | –               | 004    |
| 69   | Steve Cyr              | –          | –          | –        | –        | –       | –       | –       | 055     | 053     | –          | 052        | 050        | 049     | DNF     | 023       | 042       | 053  | 053  | 046  | –    | 075   | –     | 064             | –               | –               | 003    |
| 70   | Vincent Defrasne       | 025        | 040        | 038      | 048      | 073     | 034     | –       | 046     | 038     | –          | 041        | 027        | 031     | 025     | 063       | –         | 025  | 032  | 054  | –    | 068   | –     | 026             | DNS             | –               | 003    |
| 71   | Henrik Forsberg        | DNS        | –          | 084      | –        | 088     | 083     | –       | –       | –       | –          | –          | –          | 027     | 036     | 075       | –         | 063  | –    | 079  | –    | 027   | 023   | –               | –               | –               | 003    |
| 72   | Matjaž Poklukar        | 024        | 033        | 052      | DNF      | –       | –       | –       | –       | –       | –          | –          | –          | –       | –       | –         | –         | –    | –    | –    | –    | –     | –     | –               | –               | –               | 002    |
| 73   | Michail Kotschkin      | –          | –          | –        | –        | –       | –       | –       | –       | –       | –          | –          | –          | –       | –       | 024       | 036       | –    | –    | –    | –    | 033   | 035   | 065             | –               | –               | 002    |
| 74   | Tomáš Holubec          | –          | –          | –        | –        | –       | –       | –       | –       | –       | –          | 070        | –          | 025     | 041     | –         | –         | –    | –    | –    | –    | –     | –     | –               | –               | –               | 001    |
| 75   | Janez Ožbolt           | 035        | 025        | 034      | 044      | 063     | 067     | –       | –       | –       | –          | –          | –          | 037     | 034     | 049       | 055       | 046  | 039  | 056  | –    | 055   | 048   | –               | –               | –               | 001    |

| Legende | Legende | Legende | Legende                                                    |
| ------- | ------- | ------- | ---------------------------------------------------------- |
| 1       | 2       | 3       | Podest-Platzierungen                                       |
| 4–10    | 4–10    | 4–10    | übrige Top-10-Platzierungen                                |
| 11–25   | 11–25   | 11–25   | Rennen innerhalb der Punkteränge beendet                   |
| ab 26   | ab 26   | ab 26   | Rennen außerhalb der Punkteränge beendet                   |
| LAP     | LAP     | LAP     | Lapped / Überrundet und damit ausgeschieden                |
| DNF     | DNF     | DNF     | Did not finish / Rennen begonnen aber nicht beendet        |
| DNS     | DNS     | DNS     | Did not start / Gemeldet, aber nicht zum Rennen angetreten |

## Frauen

### Ergebnisse Frauen
| 1. Weltcup in Hochfilzen, 2. – 5. Dezember 1999 | 1. Weltcup in Hochfilzen, 2. – 5. Dezember 1999 | 1. Weltcup in Hochfilzen, 2. – 5. Dezember 1999                                         | 1. Weltcup in Hochfilzen, 2. – 5. Dezember 1999                             | 1. Weltcup in Hochfilzen, 2. – 5. Dezember 1999                                 |
| ----------------------------------------------- | ----------------------------------------------- | --------------------------------------------------------------------------------------- | --------------------------------------------------------------------------- | ------------------------------------------------------------------------------- |
| Datum                                           | Disziplin                                       | Erster Platz                                                                            | Zweiter Platz                                                               | Dritter Platz                                                                   |
| 3. Dezember 1999 (Fr.)                          | 15 km Einzel                                    | Galina Kuklewa                                                                          | Magdalena Forsberg                                                          | Corinne Niogret                                                                 |
| 4. Dezember 1999 (Sa.)                          | 10 km Verfolgung                                | Corinne Niogret                                                                         | Albina Achatowa                                                             | Magdalena Forsberg                                                              |
| 5. Dezember 1999 (So.)                          | 4 × 7,5 km Staffel                              | NorwegenGro Marit Istad Ann-Elen Skjelbreid Liv Grete Skjelbreid Gunn Margit Andreassen | DeutschlandUschi Disl Simone Greiner-Petter-Memm Katja Beer Martina Zellner | RusslandMarija Strelenko Galina Kuklewa Swetlana Tschernoussowa Albina Achatowa |

| 2. Weltcup auf der Pokljuka, 8. – 12. Dezember 1999 | 2. Weltcup auf der Pokljuka, 8. – 12. Dezember 1999 | 2. Weltcup auf der Pokljuka, 8. – 12. Dezember 1999                           | 2. Weltcup auf der Pokljuka, 8. – 12. Dezember 1999                               | 2. Weltcup auf der Pokljuka, 8. – 12. Dezember 1999                       |
| --------------------------------------------------- | --------------------------------------------------- | ----------------------------------------------------------------------------- | --------------------------------------------------------------------------------- | ------------------------------------------------------------------------- |
| Datum                                               | Disziplin                                           | Erster Platz                                                                  | Zweiter Platz                                                                     | Dritter Platz                                                             |
| 9. Dezember 1999 (Do.)                              | 7,5 km Sprint                                       | Magdalena Forsberg                                                            | Marija Strelenko                                                                  | Corinne Niogret                                                           |
| 10. Dezember 1999 (Fr.)                             | 10 km Verfolgung                                    | Olena Subrylowa                                                               | Magdalena Forsberg                                                                | Tetjana Wodopjanowa                                                       |
| 12. Dezember 1999 (So.)                             | 4 × 7,5 km Staffel                                  | RusslandAlbina Achatowa Galina Kuklewa Marija Strelenko Swetlana Ischmuratowa | UkraineOlena Subrylowa Olena Petrowa Natalija Tereschtschenko Tetjana Wodopjanowa | BulgarienPawlina Filipowa Irina Nikultschina Radka Popowa Iwa Karagiosowa |

| 3. Weltcup in Osrblie und auf der Pokljuka, 15. – 19. Dezember 1999 | 3. Weltcup in Osrblie und auf der Pokljuka, 15. – 19. Dezember 1999 | 3. Weltcup in Osrblie und auf der Pokljuka, 15. – 19. Dezember 1999 | 3. Weltcup in Osrblie und auf der Pokljuka, 15. – 19. Dezember 1999 | 3. Weltcup in Osrblie und auf der Pokljuka, 15. – 19. Dezember 1999 |
| ------------------------------------------------------------------- | ------------------------------------------------------------------- | ------------------------------------------------------------------- | ------------------------------------------------------------------- | ------------------------------------------------------------------- |
| Datum                                                               | Disziplin                                                           | Erster Platz                                                        | Zweiter Platz                                                       | Dritter Platz                                                       |
| 16. Dezember 1999 (Do.)                                             | 15 km Einzel                                                        | Uschi Disl                                                          | Swetlana Ischmuratowa                                               | Pawlina Filipowa                                                    |
| 18. Dezember 1999 (Sa.)                                             | 7,5 km Sprint                                                       | Gro Marit Istad                                                     | Olena Petrowa                                                       | Irina Nikultschina                                                  |
| 19. Dezember 1999 (So.)                                             | 12,5 km Massenstart                                                 | Andrea Henkel                                                       | Swetlana Ischmuratowa                                               | Olena Petrowa                                                       |

| 4. Weltcup in Oberhof, 5. – 9. Januar 2000 | 4. Weltcup in Oberhof, 5. – 9. Januar 2000 | 4. Weltcup in Oberhof, 5. – 9. Januar 2000                                        | 4. Weltcup in Oberhof, 5. – 9. Januar 2000                 | 4. Weltcup in Oberhof, 5. – 9. Januar 2000                                         |
| ------------------------------------------ | ------------------------------------------ | --------------------------------------------------------------------------------- | ---------------------------------------------------------- | ---------------------------------------------------------------------------------- |
| Datum                                      | Disziplin                                  | Erster Platz                                                                      | Zweiter Platz                                              | Dritter Platz                                                                      |
| 5. Januar 2000 (Mi.)                       | 7,5 km Sprint                              | Olena Subrylowa                                                                   | Emmanuelle Claret                                          | Nathalie Santer                                                                    |
| 7. Januar 2000 (Fr.)                       | 10 km Verfolgung                           | Olena Subrylowa                                                                   | Magdalena Forsberg                                         | Swetlana Ischmuratowa                                                              |
| 8. Januar 2000 (Sa.)                       | 4 × 7,5 km Staffel                         | RusslandOlga Pyljowa Galina Kuklewa Swetlana Tschernoussowa Swetlana Ischmuratowa | DeutschlandUschi Disl Katrin Apel Katja Beer Andrea Henkel | FrankreichSylvie Becaert Emmanuelle Claret Delphyne Heymann-Burlet Corinne Niogret |

| 5. Weltcup in Ruhpolding, 12. – 16. Januar 2000 | 5. Weltcup in Ruhpolding, 12. – 16. Januar 2000 | 5. Weltcup in Ruhpolding, 12. – 16. Januar 2000                 | 5. Weltcup in Ruhpolding, 12. – 16. Januar 2000                                   | 5. Weltcup in Ruhpolding, 12. – 16. Januar 2000                     |
| ----------------------------------------------- | ----------------------------------------------- | --------------------------------------------------------------- | --------------------------------------------------------------------------------- | ------------------------------------------------------------------- |
| Datum                                           | Disziplin                                       | Erster Platz                                                    | Zweiter Platz                                                                     | Dritter Platz                                                       |
| 12. Januar 2000 (Mi.)                           | 12,5 km Massenstart                             | Galina Kuklewa                                                  | Magdalena Forsberg                                                                | Olena Petrowa                                                       |
| 14. Januar 2000 (Fr.)                           | 4 × 7,5 km Staffel                              | DeutschlandUschi Disl Katrin Apel Andrea Henkel Martina Zellner | RusslandOlga Pyljowa Galina Kuklewa Swetlana Tschernoussowa Swetlana Ischmuratowa | UkraineIryna Merkuschina Olena Petrowa Nina Lemesch Olena Subrylowa |
| 15. Januar 2000 (Sa.)                           | 7,5 km Sprint                                   | Nathalie Santer                                                 | Katrin Apel                                                                       | Olga Pyljowa                                                        |
| 16. Januar 2000 (So.)                           | 10 km Verfolgung                                | Martina Zellner                                                 | Corinne Niogret                                                                   | Magdalena Forsberg                                                  |

| 6. Weltcup in Antholz, 20. – 23. Januar 2000 | 6. Weltcup in Antholz, 20. – 23. Januar 2000 | 6. Weltcup in Antholz, 20. – 23. Januar 2000                        | 6. Weltcup in Antholz, 20. – 23. Januar 2000                               | 6. Weltcup in Antholz, 20. – 23. Januar 2000                        |
| -------------------------------------------- | -------------------------------------------- | ------------------------------------------------------------------- | -------------------------------------------------------------------------- | ------------------------------------------------------------------- |
| Datum                                        | Disziplin                                    | Erster Platz                                                        | Zweiter Platz                                                              | Dritter Platz                                                       |
| 21. Januar 2000 (Fr.)                        | 7,5 km Sprint                                | Martina Glagow                                                      | Martina Zellner                                                            | Andrea Henkel                                                       |
| 22. Januar 2000 (Sa.)                        | 10 km Verfolgung                             | Andrea Henkel                                                       | Galina Kuklewa                                                             | Magdalena Forsberg                                                  |
| 23. Januar 2000 (So.)                        | 4 × 7,5 km Staffel                           | DeutschlandAndrea Henkel Martina Glagow Katrin Apel Martina Zellner | RusslandOlga Pyljowa Galina Kuklewa Marija Strelenko Swetlana Ischmuratowa | UkraineIryna Merkuschina Olena Petrowa Nina Lemesch Olena Subrylowa |

| 7. Weltcup in Östersund, 11. – 13. Februar 2000 | 7. Weltcup in Östersund, 11. – 13. Februar 2000 | 7. Weltcup in Östersund, 11. – 13. Februar 2000 | 7. Weltcup in Östersund, 11. – 13. Februar 2000 | 7. Weltcup in Östersund, 11. – 13. Februar 2000 |
| ----------------------------------------------- | ----------------------------------------------- | ----------------------------------------------- | ----------------------------------------------- | ----------------------------------------------- |
| Datum                                           | Disziplin                                       | Erster Platz                                    | Zweiter Platz                                   | Dritter Platz                                   |
| 12. Februar 2000 (Sa.)                          | 7,5 km Sprint                                   | Galina Kuklewa                                  | Swetlana Ischmuratowa                           | Florence Baverel                                |
| 13. Februar 2000 (So.)                          | 10 km Verfolgung                                | Martina Glagow                                  | Swetlana Tschernoussowa                         | Swetlana Ischmuratowa                           |

| Biathlon-Weltmeisterschaften in Oslo, 19. – 27. Februar 2000 | Biathlon-Weltmeisterschaften in Oslo, 19. – 27. Februar 2000 | Biathlon-Weltmeisterschaften in Oslo, 19. – 27. Februar 2000                | Biathlon-Weltmeisterschaften in Oslo, 19. – 27. Februar 2000    | Biathlon-Weltmeisterschaften in Oslo, 19. – 27. Februar 2000          |
| ------------------------------------------------------------ | ------------------------------------------------------------ | --------------------------------------------------------------------------- | --------------------------------------------------------------- | --------------------------------------------------------------------- |
| Datum                                                        | Disziplin                                                    | Erster Platz                                                                | Zweiter Platz                                                   | Dritter Platz                                                         |
| 19. Februar 2000 (Sa.)                                       | 7,5 km Sprint                                                | Liv Grete Skjelbreid                                                        | Katrin Apel                                                     | Martina Zellner                                                       |
| 20. Februar 2000 (So.)                                       | 10 km Verfolgung                                             | Magdalena Forsberg                                                          | Uschi Disl                                                      | Florence Baverel                                                      |
| 22. Februar 2000 (Di.)                                       | 15 km Einzel                                                 | Corinne Niogret                                                             | Yu Shumei                                                       | Magdalena Forsberg                                                    |
| 25. Februar 2000 (Fr.)                                       | 4 × 7,5 km Staffel                                           | RusslandOlga Pyljowa Swetlana Tschernoussowa Galina Kuklewa Albina Achatowa | DeutschlandUschi Disl Katrin Apel Andrea Henkel Martina Zellner | UkraineOlena Subrylowa Olena Petrowa Nina Lemesch Tetjana Wodopjanowa |
| 26. Februar 2000 (Sa.)                                       | 12,5 km Massenstart                                          | Liv Grete Skjelbreid                                                        | Galina Kuklewa                                                  | Corinne Niogret                                                       |

| 8. Weltcup in Lahti, 9. – 12. März 2000 | 8. Weltcup in Lahti, 9. – 12. März 2000 | 8. Weltcup in Lahti, 9. – 12. März 2000                         | 8. Weltcup in Lahti, 9. – 12. März 2000                                     | 8. Weltcup in Lahti, 9. – 12. März 2000                                    |
| --------------------------------------- | --------------------------------------- | --------------------------------------------------------------- | --------------------------------------------------------------------------- | -------------------------------------------------------------------------- |
| Datum                                   | Disziplin                               | Erster Platz                                                    | Zweiter Platz                                                               | Dritter Platz                                                              |
| 9. März 2000 (Do.)                      | 15 km Einzel                            | Olena Subrylowa                                                 | Andrea Henkel                                                               | Magdalena Forsberg                                                         |
| 10. März 2000 (Fr.)                     | 4 × 7,5 km Staffel                      | DeutschlandUschi Disl Katrin Apel Andrea Henkel Martina Zellner | RusslandOlga Pyljowa Swetlana Tschernoussowa Galina Kuklewa Albina Achatowa | UkraineOlena Subrylowa Olena Petrowa Nina Lemesch Natalija Tereschtschenko |
| 12. März 2000 (So.)                     | 10 km Verfolgung                        | Olena Subrylowa                                                 | Magdalena Forsberg                                                          | Andrea Henkel                                                              |

| 9. Weltcup in Chanty-Mansijsk 16. – 19. März 2000 | 9. Weltcup in Chanty-Mansijsk 16. – 19. März 2000 | 9. Weltcup in Chanty-Mansijsk 16. – 19. März 2000 | 9. Weltcup in Chanty-Mansijsk 16. – 19. März 2000 | 9. Weltcup in Chanty-Mansijsk 16. – 19. März 2000 |
| ------------------------------------------------- | ------------------------------------------------- | ------------------------------------------------- | ------------------------------------------------- | ------------------------------------------------- |
| Datum                                             | Disziplin                                         | Erster Platz                                      | Zweiter Platz                                     | Dritter Platz                                     |
| 16. März 2000 (Do.)                               | 7,5 km Sprint                                     | Olena Subrylowa                                   | Olga Pyljowa                                      | Martina Glagow                                    |
| 18. März 2000 (Sa.)                               | 10 km Verfolgung                                  | Magdalena Forsberg                                | Corinne Niogret                                   | Olga Pyljowa                                      |
| 19. März 2000 (So.)                               | 12,5 km Massenstart                               | Martina Zellner                                   | Olena Subrylowa                                   | Olena Petrowa                                     |

### Weltcupstände
| Endstand nach 25 Rennen (Top 10) |                       |        |       |
| \| Rang \| Name \| Punkte \| Siege \| \| ---- \| --------------------- \| ------ \| ----- \| \| 01 \| Magdalena Forsberg \| 510 \| 3 \| \| 02 \| Olena Subrylowa \| 424 \| 6 \| \| 03 \| Corinne Niogret \| 411 \| 2 \| \| 04 \| Galina Kuklewa \| 389 \| 3 \| \| 05 \| Andrea Henkel \| 378 \| 2 \| \| 06 \| Swetlana Ischmuratowa \| 371 \| 0 \| \| 07 \| Martina Zellner \| 353 \| 2 \| \| 08 \| Uschi Disl \| 349 \| 1 \| \| 09 \| Olena Petrowa \| 319 \| 0 \| \| 10 \| Katrin Apel \| 286 \| 0 \| |                       |        |       |
| Rang | Name                  | Punkte | Siege |
| 01 | Magdalena Forsberg    | 510    | 3     |
| 02 | Olena Subrylowa       | 424    | 6     |
| 03 | Corinne Niogret       | 411    | 2     |
| 04 | Galina Kuklewa        | 389    | 3     |
| 05 | Andrea Henkel         | 378    | 2     |
| 06 | Swetlana Ischmuratowa | 371    | 0     |
| 07 | Martina Zellner       | 353    | 2     |
| 08 | Uschi Disl            | 349    | 1     |
| 09 | Olena Petrowa         | 319    | 0     |
| 10 | Katrin Apel           | 286    | 0     |

| Rang | Name                    | Punkte | Siege |
| ---- | ----------------------- | ------ | ----- |
| 01   | Magdalena Forsberg      | 74     | 0     |
| 02   | Corinne Niogret         | 68     | 1     |
| 03   | Olena Subrylowa         | 67     | 1     |
| 04   | Uschi Disl              | 63     | 1     |
| 05   | Albina Achatowa         | 60     | 0     |
| 06   | Olena Petrowa           | 60     | 0     |
| 07   | Galina Kuklewa          | 46     | 1     |
| 08   | Swetlana Tschernoussowa | 44     | 0     |
| 09   | Irina Tananajko         | 42     | 0     |
| 10   | Katja Beer              | 40     | 0     |

| Rang | Name                  | Punkte | Siege |
| ---- | --------------------- | ------ | ----- |
| 01   | Magdalena Forsberg    | 147    | 1     |
| 02   | Swetlana Ischmuratowa | 129    | 0     |
| 03   | Martina Zellner       | 125    | 0     |
| 04   | Corinne Niogret       | 123    | 0     |
| 05   | Olena Subrylowa       | 118    | 2     |
| 06   | Andrea Henkel         | 117    | 0     |
| 07   | Galina Kuklewa        | 115    | 1     |
| 08   | Katrin Apel           | 106    | 0     |
| 0 9  | Uschi Disl            | 98     | 0     |
| 10   | Gro Marit Istad       | 96     | 1     |

| Rang | Name                    | Punkte | Siege |
| ---- | ----------------------- | ------ | ----- |
| 01   | Magdalena Forsberg      | 210    | 2     |
| 02   | Corinne Niogret         | 161    | 1     |
| 03   | Olena Subrylowa         | 160    | 3     |
| 04   | Andrea Henkel           | 148    | 1     |
| 05   | Galina Kuklewa          | 144    | 0     |
| 06   | Swetlana Ischmuratowa   | 144    | 0     |
| 07   | Uschi Disl              | 138    | 0     |
| 08   | Martina Zellner         | 131    | 1     |
| 09   | Swetlana Tschernoussowa | 105    | 0     |
| 10   | Martina Glagow          | 98     | 1     |

| Rang | Name                  | Punkte | Siege |
| ---- | --------------------- | ------ | ----- |
| 01   | Galina Kuklewa        | 77     | 1     |
| 02   | Olena Petrowa         | 72     | 0     |
| 03   | Magdalena Forsberg    | 68     | 0     |
| 04   | Martina Zellner       | 66     | 1     |
| 05   | Andrea Henkel         | 65     | 1     |
| 06   | Swetlana Ischmuratowa | 62     | 0     |
| 07   | Corinne Niogret       | 59     | 0     |
| 08   | Olena Subrylowa       | 57     | 0     |
| 09   | Katrin Apel           | 55     | 0     |
| 10   | Liv Grete Skjelbreid  | 52     | 1     |

| Rang | Land        | Punkte | Siege |
| ---- | ----------- | ------ | ----- |
| 01   | Russland    | 168    | 3     |
| 02   | Deutschland | 168    | 3     |
| 03   | Ukraine     | 143    | 0     |
| 04   | Frankreich  | 124    | 0     |
| 05   | Slowakei    | 122    | 0     |
| 06   | Japan       | 117    | 0     |
| 07   | Tschechien  | 116    | 0     |
| 08   | Finnland    | 110    | 0     |
| 09   | Norwegen    | 107    | 1     |
| 10   | Bulgarien   | 102    | 0     |

| Rang | Land        | Punkte | Siege |
| ---- | ----------- | ------ | ----- |
| 01   | Deutschland | 3585   | 5     |
| 02   | Russland    | 3550   | 5     |
| 03   | Ukraine     | 3434   | 3     |
| 04   | Frankreich  | 3307   | 1     |
| 05   | Norwegen    | 3132   | 3     |
| 06   | Bulgarien   | 2952   | 0     |
| 07   | Finnland    | 2950   | 0     |
| 08   | Slowakei    | 2862   | 0     |
| 09   | Belarus     | 2801   | 0     |
| 10   | Slowenien   | 2763   | 0     |

### Tabelle

#### Ergebnisse Athletinnen
| Pos. | Biathlet                 | Hochfilzen | Hochfilzen | Pokljuka | Pokljuka | Osrblie | Osrblie | Osrblie | Oberhof | Oberhof | Ruhpolding | Ruhpolding | Ruhpolding | Antholz | Antholz | Östersund | Östersund | Oslo | Oslo | Oslo | Oslo | Lahti | Lahti | Chanty-Mansijsk | Chanty-Mansijsk | Chanty-Mansijsk | Punkte |
| Pos. | Biathlet                 | Ez         | Vf         | Sp       | Vf       | Ez      | Sp      | Ms      | Sp      | Vf      | Ms         | Sp         | Vf         | Sp      | Vf      | Sp        | Vf        | Sp   | Vf   | Ez   | Ms   | Ez    | Vf    | Sp              | Vf              | Ms              | Punkte |
| ---- | ------------------------ | ---------- | ---------- | -------- | -------- | ------- | ------- | ------- | ------- | ------- | ---------- | ---------- | ---------- | ------- | ------- | --------- | --------- | ---- | ---- | ---- | ---- | ----- | ----- | --------------- | --------------- | --------------- | ------ |
| 01   | Magdalena Forsberg       | 002        | 003        | 001      | 002      | 004     | 004     | 008     | 010     | 002     | 002        | 004        | 003        | 012     | 003     | 012       | 007       | 004  | 001  | 003  | 004  | 003   | 002   | 005             | 001             | 006             | 510    |
| 02   | Olena Subrylowa          | 006        | 005        | 008      | 001      | 010     | 007     | 006     | 001     | 001     | 015        | 047        | DNS        | 006     | 016     | 032       | 020       | 025  | 012  | 009  | 019  | 001   | 001   | 001             | 007             | 002             | 424    |
| 03   | Corinne Niogret          | 003        | 001        | 003      | 019      | 040     | 005     | DNF     | 019     | 014     | 010        | 011        | 002        | 024     | 009     | 004       | 005       | 012  | 013  | 001  | 003  | 012   | 010   | 006             | 002             | 007             | 411    |
| 04   | Galina Kuklewa           | 001        | 007        | 014      | 014      | 064     | 016     | 023     | 020     | 011     | 001        | 010        | 019        | 005     | 002     | 001       | 010       | 017  | 009  | –    | 002  | 010   | 008   | 009             | 005             | 005             | 389    |
| 05   | Andrea Henkel            | 038        | 022        | 045      | 033      | 014     | 008     | 001     | 005     | 005     | 006        | 025        | 018        | 003     | 001     | 007       | 006       | 008  | 005  | 040  | 016  | 002   | 003   | 010             | 006             | 011             | 378    |
| 06   | Swetlana Ischmuratowa    | 029        | 034        | 007      | 005      | 002     | 028     | 002     | 011     | 003     | 007        | 007        | 008        | 020     | 004     | 002       | 003       | 004  | 025  | 054  | 009  | 027   | 009   | 004             | 009             | 016             | 371    |
| 07   | Martina Zellner          | 021        | 032        | 013      | 007      | 016     | 028     | 009     | 008     | 015     | 017        | 005        | 001        | 002     | 006     | 017       | 008       | 003  | 006  | 019  | 007  | 029   | 013   | 012             | 028             | 001             | 353    |
| 08   | Uschi Disl               | 011        | 006        | 004      | 008      | 001     | 020     | 014     | 004     | 004     | 018        | 022        | 014        | 010     | 014     | 039       | 014       | 007  | 002  | 008  | 008  | 018   | 017   | 017             | 010             | 013             | 349    |
| 09   | Olena Petrowa            | –          | –          | 010      | 006      | 005     | 002     | 003     | 032     | 028     | 003        | 037        | DNS        | 008     | 005     | 024       | 015       | 020  | 020  | 007  | 012  | 006   | 006   | 011             | 014             | 003             | 319    |
| 10   | Katrin Apel              | 046        | 053        | 011      | 015      | 018     | 011     | 011     | 016     | 012     | 009        | 002        | 007        | 023     | 042     | 016       | 025       | 002  | 004  | 006  | 005  | 052   | 025   | 022             | 015             | 009             | 286    |
| 11   | Swetlana Tschernoussowa  | 014        | 015        | 012      | 023      | 012     | 035     | 019     | 027     | 022     | 016        | 008        | 006        | 067     | –       | 010       | 002       | 006  | 008  | 015  | 021  | 008   | 011   | 021             | 018             | 008             | 273    |
| 12   | Nathalie Santer          | 015        | 012        | 031      | 044      | 042     | 013     | 016     | 003     | 006     | 012        | 001        | 005        | 063     | –       | 056       | 041       | 033  | 028  | 030  | DNF  | 004   | 005   | 008             | 011             | 022             | 237    |
| 13   | Martina Glagow           | –          | –          | –        | –        | –       | –       | –       | 006     | DNS     | –          | 027        | 010        | 001     | 008     | 015       | 001       | 034  | 024  | –    | 017  | 015   | 012   | 003             | 008             | 021             | 208    |
| 14   | Irina Nikultschina       | 009        | 020        | 009      | 004      | 024     | 003     | 021     | 025     | 009     | 024        | 036        | 030        | 013     | 015     | 018       | 023       | 010  | 033  | 017  | 006  | 047   | 040   | 030             | 032             | 017             | 202    |
| 15   | Pawlina Filipowa         | 049        | 029        | 027      | 011      | 003     | 047     | 007     | 038     | 008     | 011        | 023        | 021        | 015     | 020     | 019       | 011       | 026  | 011  | 029  | 020  | 031   | 014   | 013             | 027             | 010             | 200    |
| 16   | Gunn Margit Andreassen   | 026        | 010        | 017      | 010      | 023     | 006     | 004     | 033     | 010     | 021        | 014        | 009        | 011     | 010     | 021       | 018       | 043  | 044  | –    | 014  | 032   | 036   | 036             | 033             | 020             | 198    |
| 17   | Anna Murínová            | 024        | 017        | 023      | 016      | 028     | 025     | –       | 015     | 018     | 020        | 006        | 023        | 007     | 011     | 005       | 021       | 021  | 019  | DNF  | 018  | 014   | 020   | 028             | 020             | 015             | 188    |
| 18   | Florence Baverel         | 004        | 004        | 029      | 048      | 011     | 048     | 024     | 056     | DNS     | 022        | DNS        | –          | 018     | 012     | 003       | 009       | 032  | 003  | 056  | 010  | DNF   | –     | 024             | 012             | DNF             | 184    |
| 19   | Albina Achatowa          | 005        | 002        | 024      | 020      | 008     | 024     | 018     | 047     | 050     | 026        | 025        | 034        | 079     | –       | 023       | 016       | 023  | 015  | –    | 013  | 005   | 004   | 014             | 026             | –               | 179    |
| 20   | Olga Pyljowa             | –          | –          | –        | –        | –       | –       | –       | 041     | 007     | –          | 003        | 004        | 031     | 017     | 022       | 029       | –    | –    | 011  | 011  | 019   | 021   | 002             | 003             | 019             | 177    |
| 21   | Liv Grete Skjelbreid     | 035        | 041        | –        | –        | –       | –       | –       | –       | –       | –          | 043        | DNS        | 062     | –       | 046       | 037       | 001  | 007  | 032  | 001  | 007   | 015   | 007             | 004             | 004             | 172    |
| 22   | Andreja Grašič           | 018        | 037        | 020      | 013      | 020     | 009     | 015     | 024     | 034     | 014        | 035        | 015        | 064     | –       | 013       | 022       | 011  | 017  | 016  | DNF  | 021   | 018   | 033             | 017             | 014             | 171    |
| 23   | Katja Beer               | 020        | 018        | –        | –        | 009     | 010     | 012     | 009     | 016     | 013        | 020        | 012        | 034     | 038     | 009       | 035       | –    | –    | –    | 024  | 009   | 019   | 032             | 034             | 024             | 166    |
| 24   | Gro Marit Istad          | 053        | 046        | 018      | 009      | 055     | 001     | 013     | 055     | 035     | 019        | 009        | 016        | 016     | 030     | 006       | 013       | 015  | 039  | 022  | 025  | –     | –     | –               | –               | –               | 161    |
| 25   | Yu Shumei                | 075        | –          | 051      | 029      | 068     | 057     | –       | 057     | 032     | –          | 015        | 011        | 017     | 013     | 011       | 004       | 022  | 010  | 002  | 015  | 036   | 039   | 027             | 016             | 018             | 160    |
| 26   | Delphyne Heymann-Burlet  | 007        | 008        | 036      | 042      | 026     | 017     | 025     | DNS     | –       | 004        | 013        | 032        | 036     | 032     | 061       | –         | 051  | 041  | 024  | –    | 011   | 007   | 018             | 024             | 012             | 142    |
| 27   | Swjatlana Paramyhina     | 013        | 011        | 033      | 021      | DNF     | 021     | 005     | DNF     | –       | 008        | 016        | 025        | 057     | 045     | 025       | 038       | 009  | 014  | 021  | 023  | 045   | 030   | 034             | DNF             | DNF             | 126    |
| 28   | Martina Schwarzbacherová | 042        | 024        | 035      | 039      | 033     | 069     | –       | 014     | 013     | –          | 018        | 013        | 029     | 007     | 038       | 043       | 029  | 021  | 005  | 022  | –     | –     | –               | –               | –               | 097    |
| 29   | Marija Strelenko         | 025        | 014        | 002      | 012      | 031     | 028     | 010     | 043     | 036     | 025        | 048        | 035        | 056     | 040     | 026       | 019       | –    | –    | 020  | –    | 044   | 026   | 029             | 023             | 023             | 089    |
| 30   | Emmanuelle Claret        | 047        | 038        | 047      | 053      | 035     | 012     | –       | 002     | 020     | 005        | 017        | 038        | –       | –       | 053       | 052       | 055  | DNF  | 049  | –    | –     | –     | –               | –               | –               | 076    |
| 31   | Tetjana Wodopjanowa      | 016        | 027        | 005      | 003      | 013     | 046     | 020     | DNS     | –       | –          | –          | –          | –       | –       | 043       | 045       | 042  | DNF  | 025  | –    | –     | –     | –               | –               | –               | 075    |
| 32   | Sanna-Leena Perunka      | 028        | 042        | 040      | DNF      | 054     | 015     | –       | 044     | 029     | –          | 029        | 020        | 028     | 049     | 008       | 012       | 030  | 034  | 041  | –    | 051   | DNS   | 015             | 013             | –               | 073    |
| 33   | Irina Tananajko          | 019        | 036        | 025      | 038      | 007     | 038     | –       | 052     | 051     | –          | 050        | DNS        | 026     | 031     | 020       | 017       | 027  | DNF  | 010  | –    | 059   | DNS   | 044             | DNF             | –               | 058    |
| 34   | Ann-Elen Skjelbreid      | 045        | 028        | 015      | 024      | 051     | 041     | –       | 017     | 025     | –          | 031        | DNS        | –       | –       | 049       | 034       | 016  | 016  | 039  | –    | 013   | DNS   | –               | –               | –               | 056    |
| 35   | Katja Holanti            | 008        | 009        | 069      | –        | 029     | 023     | 017     | 021     | 038     | 023        | 062        | –          | 032     | 033     | 040       | 049       | 035  | 035  | 027  | –    | 053   | 043   | 031             | 036             | –               | 055    |
| 36   | Natalija Tereschtschenko | 010        | 013        | 046      | 027      | 050     | 051     | 022     | 034     | 026     | DNF        | 064        | –          | 025     | 044     | 068       | –         | –    | –    | 012  | –    | 037   | 046   | –               | –               | –               | 048    |
| 37   | Kateřina Losmanová       | 034        | 035        | 041      | 017      | 071     | 033     | –       | 050     | 030     | –          | 012        | 017        | –       | –       | 045       | 028       | 019  | 031  | 018  | –    | 054   | DNS   | –               | –               | –               | 047    |
| 38   | Michela Ponza            | 050        | 050        | 032      | 037      | 026     | 045     | –       | –       | –       | –          | 056        | 042        | 009     | 022     | –         | –         | 013  | 023  | 023  | –    | 057   | 033   | 045             | 021             | –               | 045    |
| 39   | Lucija Larisi            | 023        | 023        | 064      | –        | 043     | 071     | –       | 012     | 021     | –          | 021        | 036        | 044     | 034     | 029       | 032       | 014  | 027  | 031  | –    | 050   | 044   | 040             | 040             | 025             | 043    |
| 40   | Éva Tófalvi              | 044        | 056        | 038      | 049      | 017     | 014     | –       | 045     | 046     | –          | 039        | 026        | 069     | –       | –         | –         | 039  | 018  | 037  | –    | 028   | 016   | –               | –               | –               | 039    |
| 41   | Tamami Tanaka            | 061        | –          | 068      | –        | 060     | 037     | –       | 028     | DNF     | –          | 046        | 040        | 033     | 025     | 014       | 048       | 031  | 030  | 004  | –    | 046   | 037   | 043             | 039             | –               | 035    |
| 42   | Eva Háková               | 059        | 054        | 059      | 034      | 049     | 019     | –       | 013     | 023     | –          | 053        | DNS        | –       | –       | 033       | 031       | 048  | 046  | 028  | –    | 016   | 047   | –               | –               | –               | 033    |
| 43   | Nina Lemesch             | 037        | 047        | 075      | –        | 019     | 018     | –       | 035     | DNF     | –          | 057        | DNS        | 022     | 026     | 034       | 046       | 052  | DNF  | –    | –    | 017   | 024   | –               | –               | –               | 030    |
| 44   | Ryoko Takahashi          | 078        | –          | 060      | 047      | 086     | 043     | –       | 059     | 019     | –          | 028        | 033        | 014     | DNS     | 047       | 057       | 058  | 045  | 057  | –    | 043   | 032   | 016             | 037             | –               | 029    |
| 45   | Peggy Wagenführ\|        | 041        | 031        | 006      | 018      | 059     | 034     | 026     | –       | –       | –          | –          | –          | –       | –       | –         | –         | –    | –    | –    | –    | –     | –     | –               | –               | –               | 028    |
| 46   | Soňa Mihoková            | 030        | 052        | 039      | DNF      | 027     | 072     | –       | DNS     | –       | –          | 051        | 046        | 004     | 027     | –         | –         | 049  | 049  | 051  | –    | 020   | 027   | –               | –               | –               | 028    |
| 47   | Outi Kettunen            | 055        | DNS        | 052      | 040      | 006     | 044     | –       | 022     | 027     | –          | 049        | DNS        | 051     | DNS     | 042       | 044       | 024  | 043  | DNS  | –    | 042   | DNF   | –               | –               | –               | 026    |
| 48   | Olga Romasko             | 012        | 016        | 049      | 028      | 045     | 032     | –       | –       | –       | –          | –          | –          | –       | –       | –         | –         | –    | –    | –    | –    | –     | –     | –               | –               | –               | 024    |
| 49   | Magdalena Gwizdoń        | 051        | 048        | 070      | –        | 058     | 027     | –       | 049     | 039     | –          | –          | –          | 027     | 024     | 058       | 030       | 064  | –    | 013  | –    | 060   | DNF   | 019             | 030             | –               | 022    |
| 50   | Iryna Merkuschina        | –          | –          | –        | –        | –       | –       | –       | 007     | 031     | –          | 060        | DNS        | –       | –       | 036       | 056       | –    | –    | 060  | –    | 058   | DNF   | 026             | 029             | –               | 019    |
| 51   | Christelle Gros          | 027        | 033        | 061      | –        | 025     | 040     | –       | 042     | 048     | –          | 019        | 024        | 037     | 021     | 031       | 033       | –    | –    | –    | –    | 022   | 029   | 041             | 038             | –               | 018    |
| 52   | Mami Shindo              | 052        | 030        | 016      | 030      | 053     | 049     | –       | 070     | –       | –          | 052        | 048        | 078     | –       | 037       | 042       | 046  | 038  | 026  | –    | 026   | 023   | 042             | 022             | –               | 017    |
| 53   | Hiromi Suga              | 043        | 058        | 042      | 032      | 073     | 055     | –       | 066     | –       | –          | 034        | 031        | 066     | –       | –         | –         | 018  | 048  | 043  | –    | 034   | DNF   | 020             | 041             | –               | 014    |
| 54   | Simone Greiner-Petter-M. | 017        | 044        | 028      | 026      | –       | –       | –       | 023     | DNS     | –          | 024        | 028        | 038     | 037     | –         | –         | –    | –    | –    | –    | –     | –     | –               | –               | –               | 014    |
| 55   | Jitka Šimůnková          | 040        | 040        | 019      | 045      | 072     | 060     | –       | 036     | 024     | –          | 033        | 022        | –       | –       | 048       | 059       | 044  | 036  | 063  | –    | –     | –     | –               | –               | –               | 013    |
| 56   | Magdalena Grzywa         | 022        | 021        | 053      | DNS      | 034     | 077     | –       | 030     | 033     | –          | –          | –          | 047     | 023     | 057       | 026       | 061  | –    | DNF  | –    | 025   | 041   | 046             | DNF             | –               | 013    |
| 57   | Lilija Jefremowa         | –          | –          | 077      | –        | –       | 036     | –       | 018     | 042     | –          | 080        | –          | 021     | 029     | –         | –         | –    | –    | –    | –    | –     | –     | –               | –               | –               | 013    |
| 58   | Annukka Mallat           | 067        | –          | 037      | 025      | 022     | 022     | –       | 029     | 041     | –          | 032        | 027        | 050     | DNS     | 028       | 027       | 028  | 022  | 036  | –    | 063   | –     | –               | –               | –               | 013    |
| 59   | Linda Tjørhom            | –          | –          | –        | –        | –       | –       | –       | –       | –       | –          | –          | –          | –       | –       | 027       | 039       | –    | –    | 014  | –    | 048   | DNS   | –               | –               | –               | 012    |
| 60   | Tetjana Rud              | 036        | 051        | 067      | –        | 015     | 056     | –       | –       | –       | –          | 069        | –          | 045     | 039     | –         | –         | –    | –    | –    | –    | –     | –     | –               | –               | –               | 011    |
| 61   | Sun Ribo                 | –          | –          | –        | –        | –       | –       | –       | 069     | –       | –          | 055        | 045        | 043     | 019     | 064       | –         | 053  | DNF  | 050  | –    | 071   | –     | 023             | 031             | –               | 010    |
| 62   | Iwa Karagjosowa          | –          | –          | –        | –        | –       | 065     | –       | –       | –       | –          | –          | –          | 039     | 043     | –         | –         | 041  | 026  | 035  | –    | 022   | 022   | 025             | 025             | –               | 010    |
| 63   | Niina Jyrkiäinen         | 065        | –          | 080      | –        | 048     | 054     | –       | –       | –       | –          | 045        | 044        | 041     | DNF     | 050       | 024       | –    | –    | –    | –    | 041   | 045   | 035             | 019             | –               | 009    |
| 64   | Radka Popowa             | 048        | 026        | 021      | 022      | 061     | –       | –       | 065     | –       | –          | 040        | 041        | –       | –       | 052       | 036       | 038  | 029  | 044  | –    | –     | –     | –               | –               | –               | 009    |
| 65   | Rachel Steer             | –          | –          | 073      | –        | 084     | 067     | –       | 039     | 017     | –          | 072        | –          | 048     | 050     | –         | –         | 050  | DNF  | 034  | –    | 038   | 031   | 051             | DNF             | –               | 009    |
| 66   | Sylvie Becaert           | 057        | 055        | 043      | 046      | 030     | 070     | –       | 037     | 043     | –          | 030        | 029        | 030     | 018     | 060       | 047       | –    | –    | –    | –    | 064   | –     | –               | –               | –               | 008    |
| 67   | Siegrid Pallhuber        | 070        | –          | 072      | –        | 063     | 064     | –       | –       | –       | –          | 041        | 039        | 019     | 035     | –         | –         | 037  | 032  | 048  | –    | 067   | –     | 037             | 042             | –               | 007    |
| 68   | Natalja Sokolowa         | 033        | 019        | –        | –        | 070     | –       | –       | –       | –       | –          | –          | –          | –       | –       | –         | –         | –    | –    | –    | –    | –     | –     | –               | –               | –               | 007    |
| 69   | Oksana Jakowljewa        | –          | –          | 054      | 056      | 021     | 063     | –       | 040     | 037     | –          | –          | –          | 049     | DNF     | –         | –         | –    | –    | –    | –    | –     | –     | –               | –               | –               | 005    |
| 70   | Janet Klein              | –          | –          | 022      | 041      | 047     | 026     | –       | –       | –       | –          | –          | –          | –       | –       | –         | –         | –    | –    | –    | –    | –     | –     | –               | –               | –               | 004    |
| 71   | Liu Xianying             | 083        | –          | 086      | –        | 076     | 078     | –       | 062     | –       | –          | 070        | –          | 055     | 041     | 059       | 058       | 036  | 037  | 045  | –    | 024   | 028   | 039             | DNF             | –               | 002    |
| 72   | Brigitte Weisleitner     | 031        | 025        | 065      | –        | 069     | DNS     | –       | –       | –       | –          | 068        | –          | 081     | –       | –         | –         | –    | –    | –    | –    | –     | –     | –               | –               | –               | 001    |

| Legende | Legende | Legende | Legende                                                    |
| ------- | ------- | ------- | ---------------------------------------------------------- |
| 1       | 2       | 3       | Podest-Platzierungen                                       |
| 4–10    | 4–10    | 4–10    | übrige Top-10-Platzierungen                                |
| 11–25   | 11–25   | 11–25   | Rennen innerhalb der Punkteränge beendet                   |
| ab 26   | ab 26   | ab 26   | Rennen außerhalb der Punkteränge beendet                   |
| LAP     | LAP     | LAP     | Lapped / Überrundet und damit ausgeschieden                |
| DNF     | DNF     | DNF     | Did not finish / Rennen begonnen aber nicht beendet        |
| DNS     | DNS     | DNS     | Did not start / Gemeldet, aber nicht zum Rennen angetreten |